# Globulariopsis
Globulariopsis es un género con siete especies de plantas de flores perteneciente a la familia Scrophulariaceae. 

## Especies seleccionadas
- Globulariopsis adpressa
- Globulariopsis montana
- Globulariopsis obtusiloba
- Globulariopsis pumila
- Globulariopsis stricta
- Globulariopsis tephrodes
- Globulariopsis wittebergensis